# Lokaljournalismus
Lokaljournalismus ist das Ressort des Journalismus, das für die lokalen Themen zuständig ist. Lokaljournalisten betreiben die Berichterstattung aus der Kommunalpolitik, regionaler Kultur und Sport sowie des Vereinslebens und Ereignissen, die für ihre Region von besonderer Bedeutung sind.

## Geschichte
Die Geschichte des Lokaljournalismus beginnt mit der Erfindung des Buchdrucks durch Johannes Gutenberg. Auf diese Weise konnten Informationen über lokale Ereignisse durch Flugblätter verbreitet werden. Als erste werktägliche Zeitung erschienen die Einkommenden Zeitungen aus Leipzig ab dem 1. Juni 1650. Der Lokaljournalismus beschränkte sich aber auf Informationen über Heiraten und Todesfälle, da sich das Publikum mehr für Weltgeschehen interessierte. Erst mit der Erfindung des Radios und des Fernsehens gab es einen Boom für das Ressort, da die Zeitungen mehr Informationen als die neuen Medien bieten mussten, um Leser für sich zu gewinnen. Eine weitere Entwicklung ergab sich nach dem Zweiten Weltkrieg. Die Gründe dafür waren politischer und gesellschaftlicher Natur. Jede neue Zeitung musste durch die Besatzungsmächte lizenziert werden. Die Lizenzen wurden vorrangig an Lokalzeitungen vergeben. Gesellschaftlich sorgte der Zuzug von Flüchtlingen für ein gesteigertes Informationsbedürfnis nach lokalen Nachrichten, um Kontakte in das Umfeld knüpfen zu können. Die neue Ära der Zeitungen begann am 24. Januar 1945 mit dem Erscheinen der Aachener Nachrichten. Weitere Medien folgten. Nach dem Ende der Lizenzpflicht wurden die meisten Lokalzeitungen von großen Verlagen gekauft, da sich diese Art der Zeitung wirtschaftlich nicht durchsetzen konnte. Übrig blieben Kopfblätter mit einer Kombination aus dem Lokalteil, der vor Ort produziert wird und dem Mantelteil mit überregionalen Meldungen und Weltgeschehen, der von den zentralen Redaktionen gestaltet wird. Weitere Konkurrenz innerhalb der Fachrichtung kam ab den 1970er Jahren mit vollständig werbefinanzierten Anzeigenblättern hinzu. Aktuell ist die Entwicklung durch das Internet geprägt. Durch veränderte Konsumgewohnheiten sind die Tageszeitungen gezwungen, im klassischen Geschäft ebenso präsent zu sein wie in der digitalen Welt. Für Gründer bieten sich durch Blogs und Homepages neue Möglichkeiten.

## Lokaljournalismus bei Zeitungen, Radio und Fernsehen

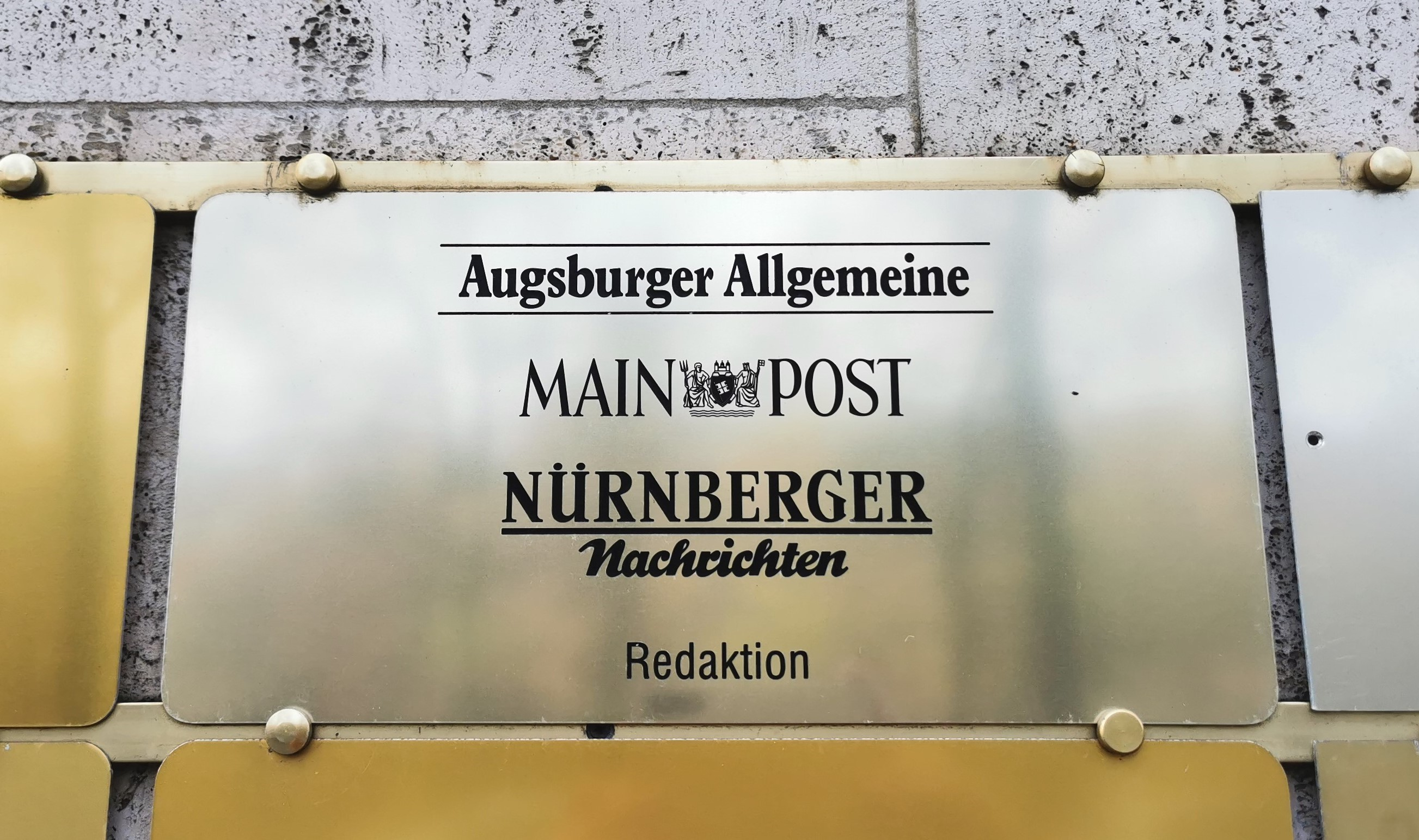
Bürogemeinschaft von Lokalredakteuren in München (“Augsburger Allgemeine”, “Main-Post” und “Nürnberger Nachrichten”)

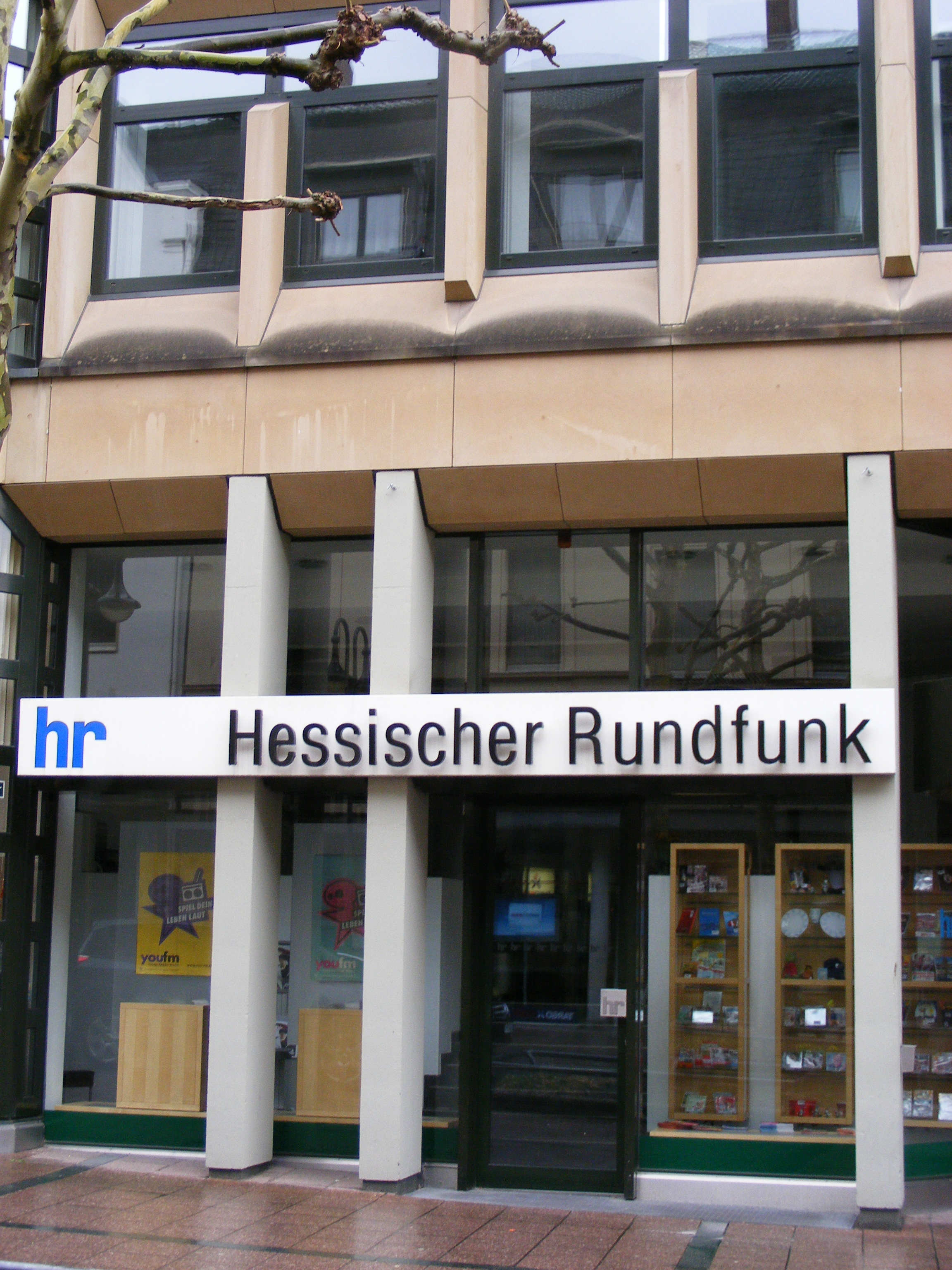
Hessischer Rundfunk, Studio Fulda

Bei den Zeitungen in Deutschland sind etwa 60 Prozent der Redakteure Lokaljournalisten. Beim Fernsehen (etwa 8 Prozent) und beim Hörfunk (etwa 10 Prozent) sind dies deutlich weniger. Bei den kostenlosen und frei verteilten Anzeigenblättern arbeiten fast ausschließlich Lokaljournalisten oder freie Honorarkräfte. Allerdings sind diese selten in klassische Ressorts gegliedert. Nicht jede Zeitung, TV- oder Radiostation hat ein Ressort, das dezidiert „Lokales“' genannt wird. Die Arbeit der Lokaljournalisten fällt dort in andere Bereiche oder zusätzliche Sendeformate im Rundfunk und Fernsehen der regionalen Berichterstattung, die hier auch als Fensterprogramme bezeichnet werden.
Größere Medien- und Verlagshäuser unterhalten noch lokale Redaktionen oder Regionalbüros in den wichtigsten Städten des jeweiligen Landes. Diese Mitarbeiter sind häufig Lokaljournalisten mit Festanstellung oder vertraglich gebundene, jedoch freie Korrespondenten. Des Weiteren gibt es eigenständige Lokalzeitungen im Sinne einer Heimatzeitung (Lokalzeitung), deren wirtschaftliche Existenz und Auflage meist mit einem kostenlosen Anzeigenblatt verbunden ist. In der Regel werden von diesen Lokalredaktionen nur Informationen ausgewertet und publiziert, die von Vereinen, Pressesprechern der örtlichen Parteien und Verbänden oder PR-Agenturen der lokalen Wirtschaft und der Dienstleistungsbranche geliefert werden.

## Arbeitsweisen im Lokaljournalismus
Lokaljournalisten sind jene Gruppe von Journalisten, auf die am ehesten die Bezeichnung Reporter zutrifft. Während etwa Journalisten für die Ressorts Feuilleton oder Politik und Wirtschaft einen größeren Teil ihrer Arbeit mit Telefon-, Zeitungs-, Buch- oder Internetrecherche sowie in Pressekonferenzen verbringen, muss der Lokaljournalist mit Schreibblock und Kamera oft an Ort und Stelle des Geschehens sein, über das er berichtet. Hierbei wird ihm oft eine Identifikations-Rolle im kommunalpolitischen Gemeinwesen als Vertreter der jeweiligen Lokalzeitung, für die er berichtet, zugeschrieben. Diese Berichterstattung wird in der Regel durch freiberufliche Journalisten erbracht. Ihre Verdienstmöglichkeiten liegen häufig unter dem Existenzminimum und dem Mindestlohn. Texthonorare zwischen 8 Cent und 10 Cent pro Zeile und Bildhonorare zwischen 3,50 Euro und 8,50 Euro sind keine Seltenheit.

## Ansehen und Bedeutung des Lokaljournalismus in den Print-Medien
Grundsätzlich können Lokaljournalisten mit der Berichterstattung über die Kommunalpolitik, über soziale, wirtschaftliche und kulturelle Ereignisse und Entwicklungen vor Ort eine gesellschaftliche Aufgabe wahrnehmen.
Tatsächlich nimmt die (gedruckte) Meinungsvielfalt durch Konzentration der Presse ab. Ebenso sinkt die Versorgung mit eigenständigen publizistischen Einheiten, also unabhängigen Redaktionen. Es entstehen Einzeitungskreise. Viele Monopolzeitungen zahlen zudem niedrige Honorare und bieten schlechte Arbeitsbedingungen, worunter die Qualität der journalistischen Inhalte sowie die Reputation dieser wichtigen Aufgabe leiden.
Im Ergebnis wird häufig ein „Gefälligkeitsjournalismus“ produziert, indem etwa über Vereinsfeste, Firmenjubiläen oder Geburtstagsfeiern lokaler Politiker im Sinne einer Hofberichterstattung unkritisch berichtet wird.

## Einrichtungen zur Förderung des Lokaljournalismus
Bei der Bundeszentrale für politische Bildung beschäftigt man sich seit Mitte der 1970er Jahre mit Fragen des Lokaljournalismus. In Seminaren und Publikationen werden Empfehlungen für die Professionalisierung der Lokaljournalisten und für die Qualitätssicherung ihrer Berichterstattung weitergegeben. Seit 1981 gibt die Bundeszentrale das Heft drehscheibe heraus. Das Heft trägt Artikel zusammen und fungiert damit als Ideengeber für die Lokalredaktionen. Neue Entwicklungen im Lokaljournalismus zeigt ein aktuelles Dossier des Lokaljournalistenprogramms der BpB auf.
Die Initiative Tageszeitung e. V., ein Zusammenschluss vor allem von Zeitungsverlagen, wendet sich mit Seminaren an die Zielgruppe der Lokaljournalisten.
Die Konrad-Adenauer-Stiftung schreibt jährlich einen Lokaljournalistenpreis aus, bei dem herausragende Artikel und Konzepte eines Jahres prämiert und in einer Dokumentation veröffentlicht werden.

## Neuere Entwicklungen
Es zeichnet sich ab, dass Aufgaben, die bisher in den Aufgabenbereich der Lokaljournalisten der Tageszeitungen fielen, zukünftig mehr und mehr von Datenjournalisten übernommen werden.
Beispiel: Wenn ein traditioneller Lokaljournalist über eine Baustelle informiert, die für einige Wochen den Straßenverkehr behindern wird, dann setzt er eine entsprechende Meldung in seine Zeitung. Datenjournalisten dagegen übernehmen die Meldung in eine Datenbank, die über das Internet abgerufen werden kann. Wer beim Gang durch die Straßen stutzig wird und mehr über die Baustelle erfahren möchte, kann im Internet einen Stadtplan aufrufen, auf dem die Baustelle eingetragen ist und dort auch Angaben zur voraussichtlichen Dauer der Baumaßnahme abrufen. Vorreiter für lokalen Datenjournalismus in Deutschland ist die Initiative „Frankfurt gestalten“.
Neue Formen des professionellen Lokal- und Regionaljournalismus entwickeln sich seit 2019/20 in ausschließlich digital verbreiteten Formaten, die als E-Mail zu regelmäßigen Terminen verbreitet werden und eine umfangreiche, in eigenständigen Redaktionen journalistisch recherchierte und tages- oder wochenaktuell aufbereitetes Informationsangebot bieten. Ergänzt wird das Angebot durch regelmäßige, ebenfalls online verbreitete kommentierende Beiträge prominenter Autorinnen und Autoren sowie durch begleitende, häufig umfangreiche Rechercheberichte auf der Homepage des jeweiligen Digitalmagazins. 
Vorreiter dieses Formates ist das digitale Magazin RUMS in Münster, das seit 2020 existiert und im Gründungsjahr mit dem Fachmedienpreis "#Netzwende-Award" ausgezeichnet worden ist. 2021 folgten VierNull in Düsseldorf und Katapult MV in Mecklenburg-Vorpommern und 2022 karla in Konstanz.

## Galerie
Typische Themen im Lokalteil einer Tageszeitung

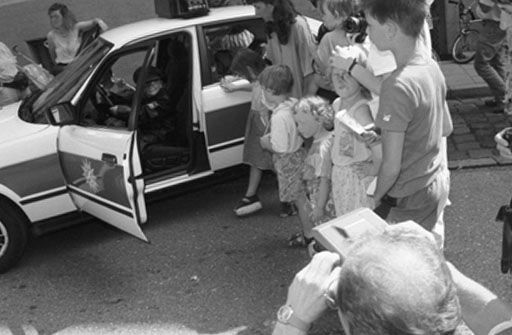
Straßenfest
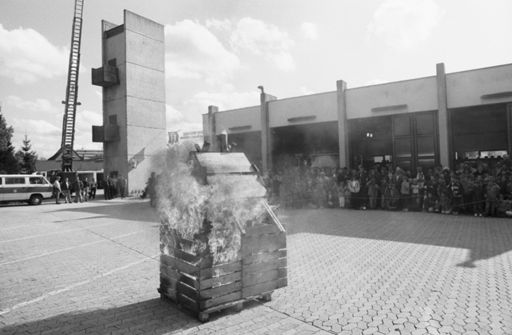
Leistungsschau
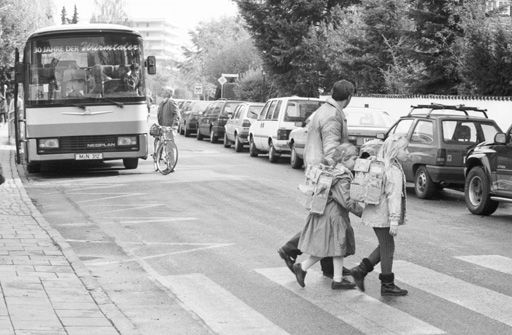
Regionale Infrastruktur
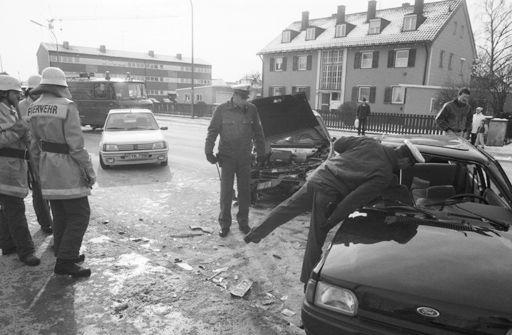
Verkehrsunfall
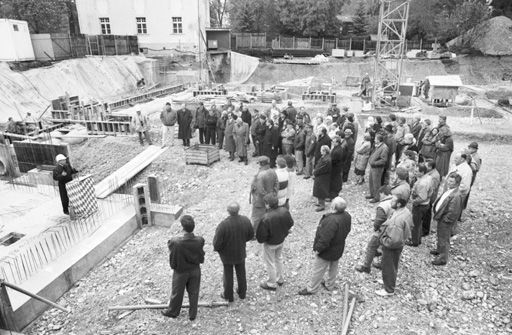
Grundsteinlegung
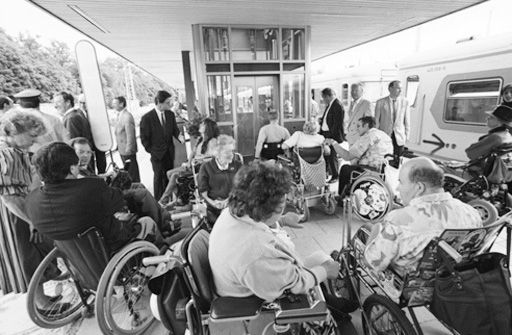
Eröffnungsfeier
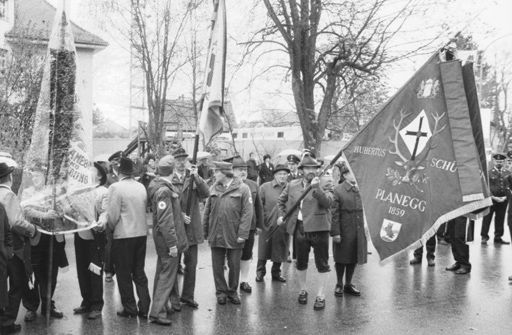
Vereinsleben
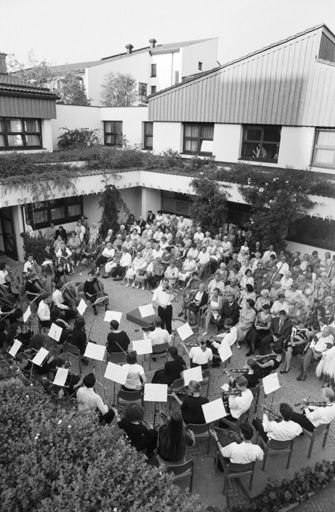
Kulturveranstaltung
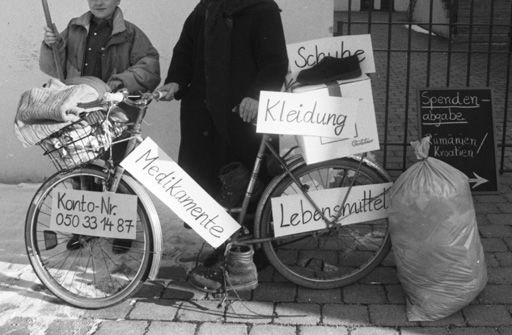
Bürgerschaftliches Engagement
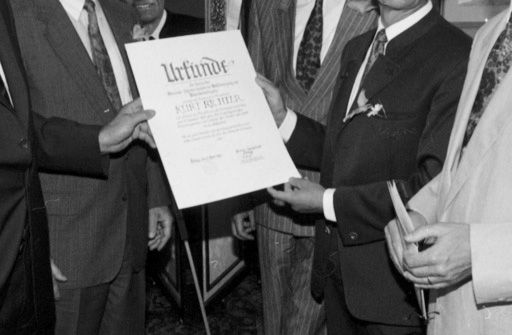
Ehrung
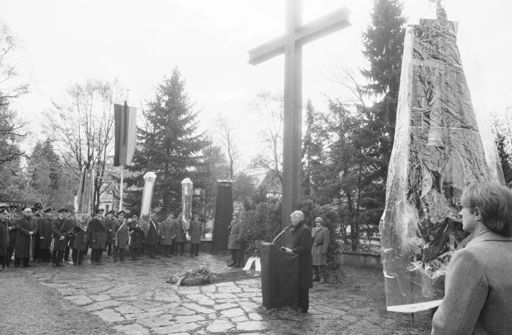
Gedenkfeier
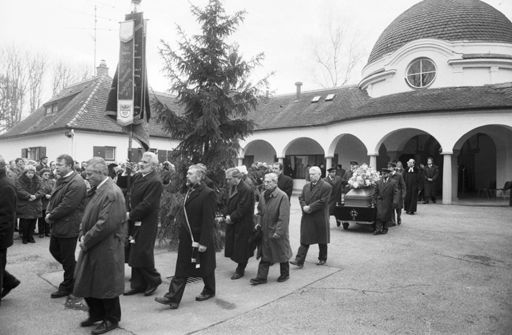
Trauerfeier für Honoratioren